# Harishankar Parsai
Harishankar Parsai -en hindi हरिशंकर परसाई- (22 de agosto de 1924 - 10 de agosto de 1995) era un escritor indio en lengua hindi
A los 18 años, trabajó un breve periodo para el Departamento de Bosques, tras lo cual completó su educación. Comenzó su carrera como profesor, pero en 1957 la abandonó para dedicarse totalmente a la literatura. A mediados de los años cincuenta editó en Jabalpur la revista literaria Vasudha, que posteriormente cerraría por problemas económicos.
Haciendo uso tanto de la alegoría como del realismo, tocó numerosos aspectos de la vida en sus sátiras. Su humor contiene un fuerte contenido social. La literatura en hindi tiene una gran presencia de sátiras y humoristas, desde Bharatendu Harishchandra, a finales del siglo XIX. Por otra parte, Parsai se encontró en su breve paso por el Departamento de Bosques con la corrupción. En su paso por la enseñanza conoció la abrumadora pobreza de la juventud india al tiempo que veía en la escena nacional era controlada por burócratas corruptos, políticos avariciosos, mafiosos, vendedores de favores y figuras similares. Sus raíces marxistas se completaron con su amistad con Gajanan Madhav Muktibodh, reforzando su enfoque sociopolítico.
Escribió dos colecciones de historias, dos novelas y varios volúmenes de ensayos literarios. Además escribió columnas de regulares en periódicos como Nai Duniya, Nai Kahani, Kalpana y Ganga. Su obra Viklaang Shraddha ka daur (विकलांग श्रद्धा का दौर) ganó el premio de la Sahitya Akademi en 1982.

## Obras
Haste Hain Rote Hain (primeros años cincuenta) "Reímos y lloramos".
Trichhi Rekhayen (Nueva Delhi, 2001)
Aur Ant Mein (Nueva Delhi, 2001)
Kaag Bhagoda (Nueva Delhi, 2003)
Tat Ki Khoj (Nueva Delhi, 2005)
Apni-Apni Bimari (Nueva Delhi, 2009)
Jaise Unke Din Phire (Nueva Delhi, 2010)
Sadachar Ka Taviz (Nueva Delhi, 2010)
Aisa Bhi Socha Jata Hai "También es duro de esta manera".